# Tocata e Fuga em Ré Menor, BWV 565
Tocata e Fuga em Ré Menor, BWV 565 é uma peça de música de órgão escrita por Johann Sebastian Bach entre 1703 e 1707. A sua autoria e instrumentação são objeto de controvérsia, já que alguns estudiosos afirmaram que foi escrita de origem para violino por um outro compositor. É um dos trabalhos mais famosos do repertório de órgão e é usada em muitos filmes, videojogos e como tema para música rock.
A peça começa com uma Tocata (peça que exige habilidade do instrumentista) e é seguida por uma fuga, que termina em um coda. A música é considerada como uma das mais famosas do repertório para o Órgão.

## Partitura

### Tocata
Como se indica no título dado à peça, a Tocata e fuga está composta em ré menor. Não está em ré dórico como se depreende da armadura de clave, já que no barroco era uma prática comum escrever as alterações nas notas sensíveis (si bemol na relativa maior) em vez da armadura de clave. Começa com um floreado a uma voz na parte alta do teclado, dobrado na oitava. Cai depois para a parte inferior, onde surge um acorde de sétima diminuta, construído nota a nota. Este converte-se num acorde de ré maior, tomado do modo da paralela maior.

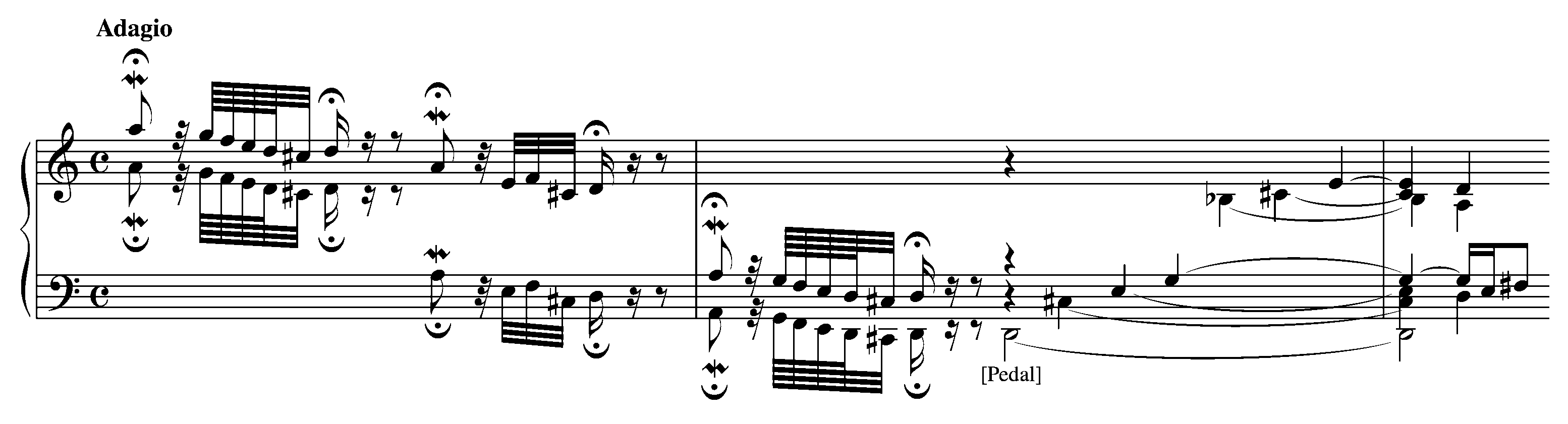
Começo da Tocata e fuga em ré menor, BWV 565, de J.S. Bach.

### Fuga
A fuga está escrita a quatro vozes sobre um tema feito inteiramente de semicolcheias. O tema afasta-se sucessivamente de um tom pedal implícito.

## Processo de composição

### Influências de outros compositores

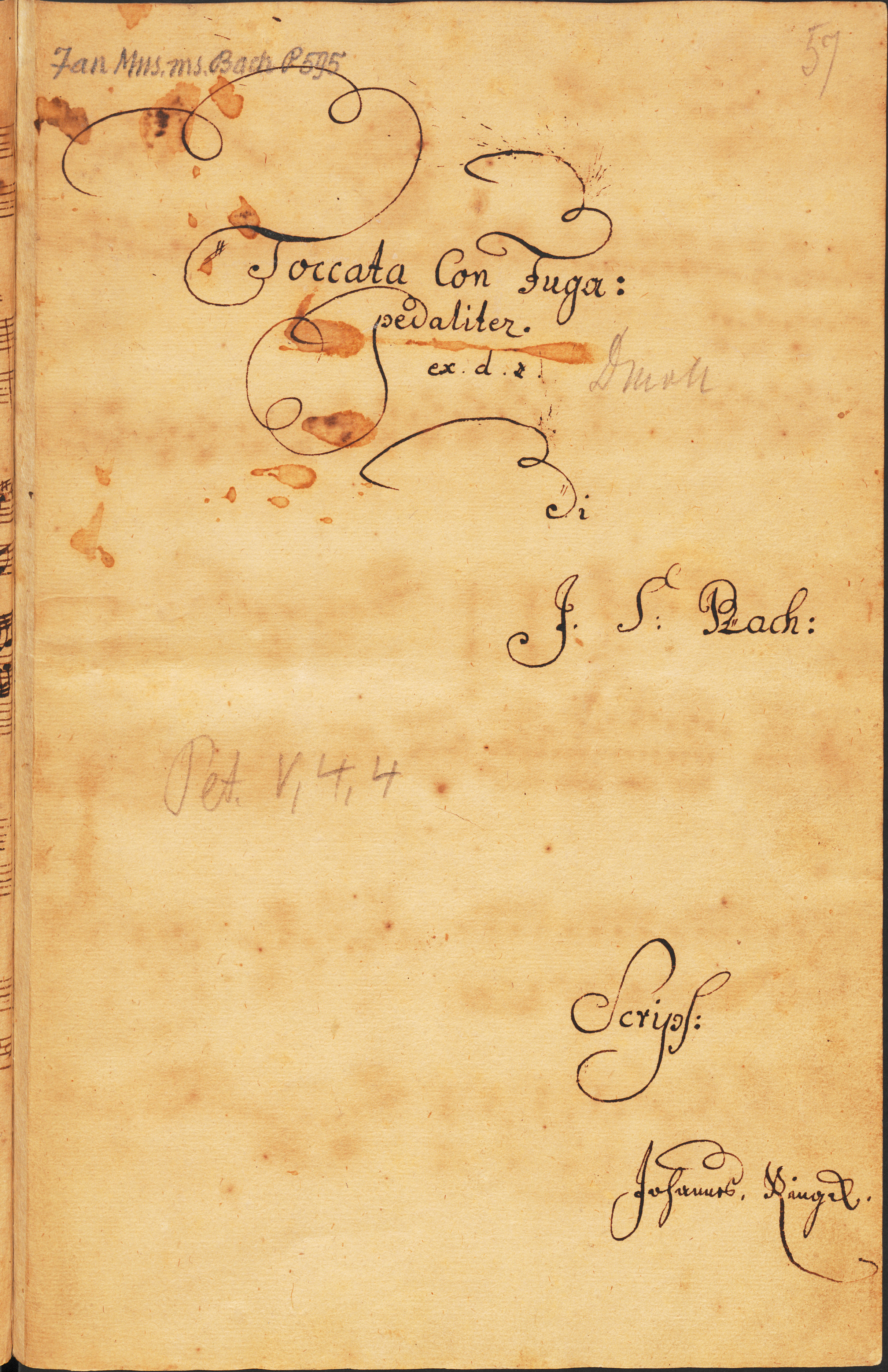
Primeira página da Tocata e fuga BWV 565 com a letra de Johannes Ringk

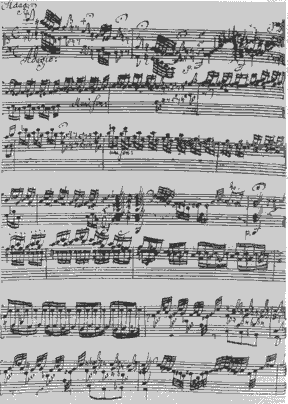
Primeira página da BWV 565 com a letra de Ringk

Não é difícil encontrar a fonte desse tratamento rapsódico evidente nos primeiros trabalhos para órgão de Bach: este era um grande admirador de Dieterich Buxtehude na sua juventude. Em 1706 chegou mesmo a ausentar-se vários meses do seu trabalho e deslocar-se 300 km a pé para escutar Buxtehude em Lübeck.
Os trabalhos de órgão de Buxtehude, como os dos seus contemporâneos, são caracterizados pela presença do stylus phantasticus, um estilo de interpretação derivado da improvisação. O stylus phantasticus incluía elementos de excitação e bravura, com harmonias ousadas e mudanças bruscas de registo. Os trabalhos para órgão de Buxtehude fazem grande uso destes elementos. Estes trabalhos costumam iniciar-se com uma secção livre, seguida por uma secção imitativa (às vezes uma fuga completa), depois outra secção livre, depois outra secção imitativa (normalmente baseada em material do motivo da primeira secção imitativa) e finalmente outra secção livre. A BWV 565 usa vários desses elementos estilísticos a partir desta primeira forma de música de órgão, em particular do stylus phantasticus.

## Transcrições e arranjos
Existem duas transcrições para piano famosas: a de Carl Tausig e a de Ferruccio Busoni. Leopold Stokowski transcreveu a obra para orquestra sinfónica. A primeira apresentação foi da Orquestra Filarmónica de Filadélfia em 1926. Sobreviveram-lhe inúmeras gravações, a mais famosa das quais ilustra o filme da Disney, Fantasia.
Em 1993, Salvatore Sciarrino criou um arranjo para flauta solo. Zsolt Nagy arranjou uma versão para trompa solo e interpretada por Frank Lloyd. Marco Misciagna arranjou e gravou outra versão para viola solo. Em meados da década de 1990, o trompetista canadiano de metais Fred Mills criou uma adaptação para quinteto de metais que se tornou um padrão mundial para conjuntos de metais.